# Esistenzialismo

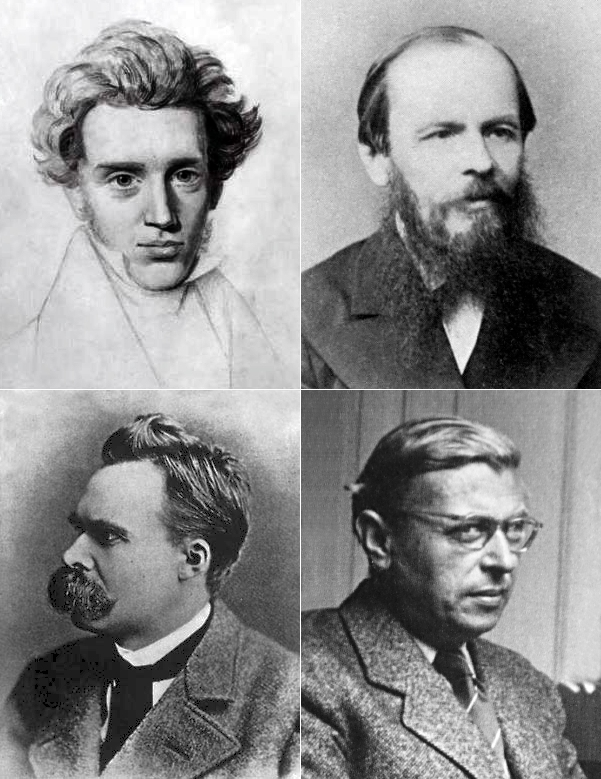
Quattro celebri e importanti filosofi esistenzialisti, da sinistra a destra, e dall'alto in basso: Kierkegaard, Dostoevskij, Nietzsche, Sartre

L'esistenzialismo è una variegata e non omogenea corrente di pensiero che si è espressa in vari ambiti culturali e sociali umani, tra filosofia, letteratura, arti e costume, affermando, nell'accezione più comune del termine, il valore intrinseco dell'esistenza umana individuale e collettiva come nucleo o cardine di riflessione, diversamente da altre correnti e principi filosofici più totalizzanti, assolutistici.
Nasce tra il XVIII e il XIX secolo, trovando ampio sviluppo nel XX secolo, diffondendosi e affermandosi principalmente tra la fine degli anni venti e i cinquanta. A partire soprattutto dagli anni Trenta del Novecento, sull’onda della riscoperta di Kierkegaard, autori e filosofie dell'esistenzialismo insistono sul valore specifico dell'individuo e sul suo carattere precario e finito, sull'insensatezza, l'assurdo e il vuoto che caratterizzano la condizione dell'uomo moderno, nonché sulla «solitudine di fronte alla morte» in un mondo che appare loro come completamente estraneo, se non persino ostile.
L'idealismo, il positivismo, il razionalismo possono risultare distanti da concezioni esistenzialistiche. In alcuni esistenzialisti possiamo trovare accentuazioni religiose, in altri un carattere umanistico e mondano (fino all'esistenzialismo ateo) sia pessimista sia ottimista. Influenza numerose altre filosofie parallele, successive "[senza] mai [tuttavia trasformarsi] in un radicale irrazionalismo".
A seconda della definizione data al "movimento", un filosofo o un indirizzo filosofico può essere o meno considerato come espressione dell'esistenzialismo. Questo spiega perché alcuni dei filosofi che sono considerati tra i rappresentanti maggiori dell'esistenzialismo (come Heidegger e Jaspers) ne abbiano rifiutato la qualifica, assunta invece come bandiera da altri, come Jean-Paul Sartre e Simone de Beauvoir. In particolare è Sartre a rendere celebre il termine nel lessico filosofico e nell'accezione popolare, con la sua conferenza L'esistenzialismo è un umanismo e la sua notissima affermazione, lì enunciata la prima volta: «L'esistenza precede l'essenza».

## Storia
Benché fin dall'antichità possano individuarsi numerosi precursori dell'esistenzialismo (come Tito Lucrezio Caro, Socrate o lo stoicismo), l'inizio dell'esistenzialismo in senso stretto è collocabile nel periodo del romanticismo, già a partire dalla cosiddetta filosofia positiva di Friedrich Schelling: secondo Luigi Pareyson, «gli esistenzialisti autentici, i soli veramente degni del nome, Heidegger, Jaspers e Marcel, si sono richiamati a Schelling o hanno inteso fare i conti con lui». È quindi con la figura di Søren Kierkegaard (morto nel 1855), assieme ad Arthur Schopenhauer, Giacomo Leopardi e al successivo Friedrich Nietzsche che l'esistenzialismo si afferma come corrente; per altri è con Heidegger e Jaspers che esso ha inizio, a partire dal decennio 1920-1930, per altri ancora dal secondo dopoguerra con Jean-Paul Sartre.
Tra il 1928 e il 1940 Martin Heidegger è stato il più importante rappresentante dell'esistenzialismo su base fenomenologica e il suo Essere e tempo può essere considerato una pietra miliare dell'esistenzialismo moderno. Verso il 1936 egli opera nel suo pensiero quella che può essere definita una "svolta" in senso nettamente spiritualistico e da quel momento la sua filosofia assume nette connotazioni teologiche in senso panteistico, volta principalmente alla speculazione sull'Essere, anziché sull'umanismo come nella corrente francese, subendo l'influsso del pensiero greco arcaico (Anassimandro, Eraclito), di Hölderlin, della mistica renana e delle filosofie orientali (taoismo).
Altra figura importante è Karl Jaspers, che partendo da basi psicologistiche nelle prime opere approda a una speculazione specificamente filosofica tra il 1946 e il 1962, su una linea che ripropone alcuni temi che erano già di Kierkegaard.
Un momento importante nell'evoluzione del pensiero esistenzialistico è rappresentato dalla presa di coscienza degli orrori della prima guerra mondiale e dalla crisi della coscienza intellettuale che si ebbe nell'immediato dopoguerra. A cominciare dagli anni 1944-1945 è stato l'esistenzialismo ateo di Sartre a ricevere le maggiori attenzioni, anche in rapporto al marxismo e al materialismo storico da lui abbracciati e sostenuti, mentre la compromissione con il regime nazista da parte di Heidegger ha pesato notevolmente sulla sua immagine dopo la seconda guerra mondiale, facendo sì che ritrovasse maggiore attenzione solo negli anni sessanta. Al seguito di Sartre (ispirandosi anche a Edmund Husserl), numerosi altri pensatori del XX secolo sono stati avvicinati alla corrente o ne hanno fatto parte, come Simone de Beauvoir, Albert Camus, Maurice Merleau-Ponty, Raymond Aron e, al di fuori del "circolo sartriano", Emil Cioran, Nicola Abbagnano, Emanuele Severino (che riprende temi di Heidegger) e altri. 
Interessante è l'evoluzione del concetto "L'inizio del buio" in chiave esistenzialista di comprensione artistico-letteraria del reale. Fenomeno vivo della cultura contemporanea, soprattutto in linguaggi mediatici, ma di origini arcaiche, l'inizio del buio può assurgere al ruolo dell'arte poetica nel mondo e raggruppare i movimenti letteral-borghesi di fine Ottocento.

### Precursori

Arthur Schopenhauer

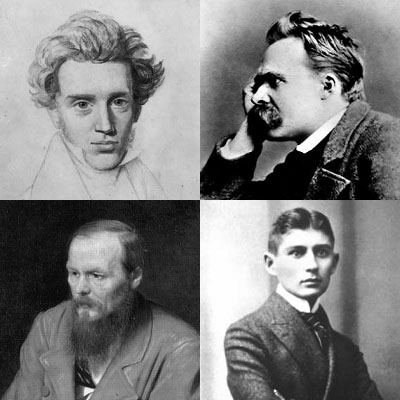
I precursori, o secondo altri, i fondatori, dell'esistenzialismo moderno (in senso orario, da sinistra in alto): Kierkegaard, Nietzsche, Kafka e Dostoevskij.

Nell'ambito dell'esistenzialismo del '900 sono state individuate delle figure anticipatrici, chiamate anche "esistenzialisti in retrospettiva" o pre-esistenzialisti, tra cui Tito Lucrezio Caro, Michel de Montaigne, il Marchese de Sade, Blaise Pascal, Jean-Jacques Rousseau, Friedrich Schelling, Arthur Schopenhauer, Søren Kierkegaard, Max Stirner, Giacomo Leopardi, Ralph Waldo Emerson, Henry David Thoreau, Fëdor Dostoevskij, e Friedrich Nietzsche (talvolta, a seconda del limite temporale che si accetta come inizio dell'esistenzialismo, Kierkegaard, Dostoevskij e Nietzsche sono considerati iniziatori della corrente, e non precursori, come anche Stirner, Thoreau e Schopenhauer).
Nicola Abbagnano (anch'egli avvicinato all'esistenzialismo) indica come precursori anche Platone, Socrate, Giambattista Vico, Niccolò Machiavelli, Agostino d'Ippona, Immanuel Kant, la corrente stoica.

### Tipologie di esistenzialismo
Nicola Abbagnano distingue tre tipi di esistenzialismo
- l'esistenzialismo ontologico, «per il quale le possibilità esistenziali sono soltanto impossibilità di essere l'Essere e, tuttavia, manifestano in qualche modo l'essere stesso». Parte di questo gruppo sono le dottrine di Martin Heidegger, Karl Jaspers e, in parte, Jean-Paul Sartre; tra i precursori, gli stoici, Socrate, Platone e i filosofi della Scolastica (in particolare Tommaso d'Aquino).
- l'esistenzialismo fideistico, sulla scia di Dostoevskij e Florenskij e in parte anche di Kierkegaard, «per il quale le possibilità esistenziali sono garantite dall'essere stesso, identificato con Dio, o includono una possibilità privilegiata che è un diretto dono di Dio, quella della fede». Questo indirizzo è stato quello di Louis Lavelle, René Le Senne, Nikolaj Aleksandrovič Berdjaev e Rudolf Bultmann;
- Su un piano di continuità con l'ontologia Scolastica e non propriamente fideistico può essere visto l'esistenzialismo di Gabriel Marcel
- l'esistenzialismo umanistico, «che mantiene alle possibilità esistenziali il loro carattere problematico, rifiuta di considerarle garantite dall'Essere o riducibili tutte a impossibilità, e perciò si dedica a cercare criteri che consentano la scelta tra esse e progetti che non siano preliminarmente condannati all'insuccesso». Questo è l'indirizzo, originato da Stirner e dal post-illuminismo (es. Leopardi), che fu seguito dall'esistenzialismo italiano, da Maurice Merleau-Ponty e, parzialmente, da Albert Camus, da Simone de Beauvoir e dallo stesso Jean-Paul Sartre. L'esistenzialismo ateo è situato all'interno di questa corrente[senza fonte].

Vi sono poi le figure che sfuggono a questa classificazione, come Friedrich Nietzsche o Emil Cioran.

#### Esistenzialismo ateo

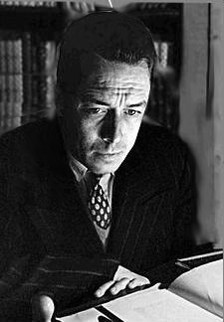
Albert Camus

Specialmente all'interno dell'esistenzialismo umanistico, vi è la variante atea dell'esistenzialismo, che risente anche dell'ideologia marxista, ma trova i suoi precursori in Lucrezio, Schopenhauer, Nietzsche, Stirner e Leopardi, ed è rappresentata specialmente da Jean-Paul Sartre (1905-1980). L'opera teorica fondamentale dell'esistenzialismo ateo di Sartre, L'essere e il nulla, del 1943, è un trattato che traduce in linguaggio filosofico ciò che, più autenticamente e spontaneamente, egli esprime nella drammaturgia e nella letteratura. Prima della "svolta" teologica e ontologica, Sartre considerava anche Heidegger, che pure non si disse mai ateo, parte di questa corrente.
Differente da quello di Sartre, almeno dal 1950, è l'esistenzialismo ateo di Albert Camus, che parte dal marxismo per approdare all'anarchismo. Egli, alla fine del saggio Il mito di Sisifo, precisa il suo esistenzialismo ateo, che nega il divino e lo sostituisce col rapporto dell'uomo con la natura:
(Il mito di Sisifo, cit., p.121)

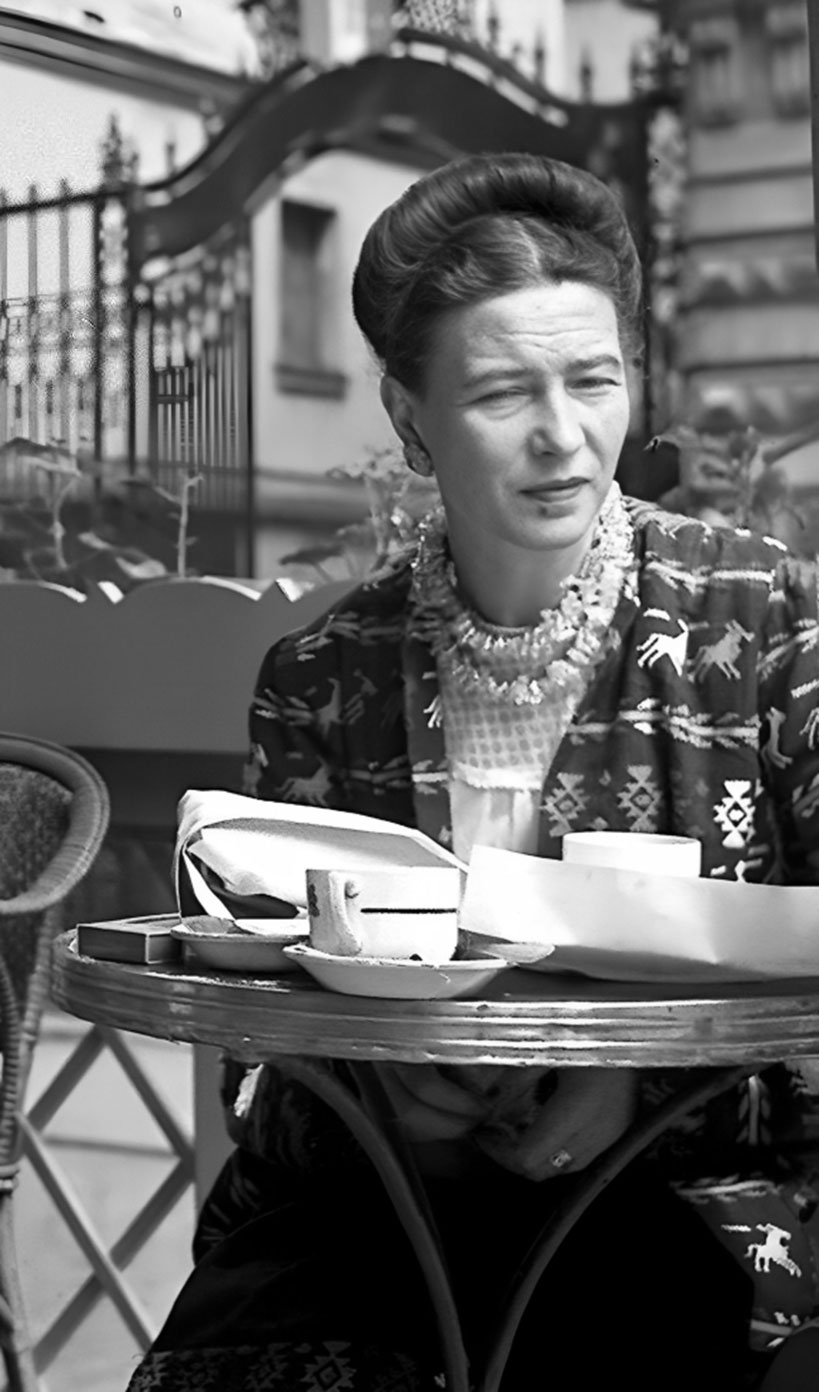
Simone de Beauvoir, femminista, compagna di Sartre ed esponente dell'esistenzialismo ateo

In un orizzonte umano che non sa che farsene di Dio perché ha solo sé stesso su cui fondarsi per realizzare un senso dell'esistenza, Camus rifiuta però il buio del nichilismo per la solarità di una lotta indefessa al non-senso. Bisogna ribellarsi al non-senso in nome della solarità e della "misura", le caratteristiche migliori dei popoli mediterranei pre-cristiani. Si legge nel 5º capitolo dell'Uomo in rivolta (sottotitolo: Il pensiero meridiano): 
(L'uomo in rivolta, Bompiani, Milano 1951, p.329)
L'esistenzialismo ateo ha avuto nel Novecento qualche nuovo sviluppo in senso edonistico in Michel Onfray, che ha il suo maggiore ispiratore in Camus. In qualche misura si rifà all'atomismo antico, ma in questo è l'elemento etico e utilitaristico a prevalere.

#### Esistenzialismo cristiano
Nell'esistenzialismo religioso, vi è quello cristiano, di tipologia fideista oppure ontologica; una delle varianti cristiane dell'esistenzialismo è quella del filosofo russo Nikolaj Aleksandrovič Berdjaev (1874-1948), ispirata alla sua profonda fede ortodossa e alla narrativa di Dostoevskij, al quale fa riferimento il suo saggio del 1923 La concezione del mondo di Dostoevskij. Per Berdjaev la figura di Gesù è al centro di ogni speculazione sull'essenza del vivere in rapporto all'immanenza e alla trascendenza. L'esistenzialismo cristiano ha continuato ad avere sviluppi interessanti nel Novecento in figure come Gabriel Marcel, che ha i suoi punti di riferimento in Heidegger e Jaspers, e in Karl Barth, che si riallaccia piuttosto a Dostojevskij e Kierkegaard. Un'altra figura accostabile all'esistenzialismo cristiano è quella dello scrittore cattolico Léon Bloy.
La teologia della Chiesa cattolica ha talvolta toccato temi di esistenzialismo cristiano, in particolare di umanesimo cristiano in senso non prettamente fideistico ma nel dialogo tra Fede e Ragione di agostiniana e tommasiana memoria, ad esempio nella teologia e nel magistero di Joseph Ratzinger (poi papa Benedetto XVI).

### Postilla su Albert Camus
La figura di Camus è stata da alcuni resa esterna all'esistenzialismo, per evidenti discordanze filosofiche e di soluzione esistenziale (ad esempio nel saggio di Jacqueline Lévi-Valensi nella recente edizione delle opere complete di Camus della Pléiade, Gallimard)

## Descrizione

### Etimologia
Il termine "esistenzialismo" è stato coniato dal filosofo francese Gabriel Marcel verso la metà degli anni '40. Venne adottato da Jean-Paul Sartre il quale, il 29 ottobre 1945, discusse la propria posizione esistenzialista durante una conferenza al Club Maintenant di Parigi. La lezione fu pubblicata come L'existentialisme est un humanisme («L'esistenzialismo è un umanismo»), un piccolo libro che contribuì molto a diffondere il suo pensiero esistenzialista.
Alcuni studiosi sostengono che il termine dovrebbe essere utilizzato solo per riferirsi al movimento culturale europeo tra gli anni '40 e '50 associato con le opere dei filosofi Jean-Paul Sartre, Simone de Beauvoir, Maurice Merleau-Ponty e Albert Camus. Altri studiosi estendono il termine a Kierkegaard e altri ancora lo estendono lontano nel tempo fino a Socrate. Tuttavia, il termine è spesso identificato con la visione filosofica di Jean-Paul Sartre (esistenzialismo ateo, umanista e marxista).

### Problemi di definizione
Non c'è mai stato un accordo generale sulla definizione di "esistenzialismo". Il termine viene spesso usato come convenzione storica dato che in primo luogo fu applicato a molti filosofi da parte di studiosi e interpreti a quelli posteriori. Mentre generalmente si ritiene che l'esistenzialismo abbia avuto origine con Kierkegaard, il primo illustre filosofo ad adottare il termine per descrivere se stesso fu Jean-Paul Sartre. Secondo il filosofo Steven Crowell, definire l'esistenzialismo è relativamente difficile, ed egli sostiene che è meglio intenderlo come un approccio generale utilizzato in contrapposizione alla speculazione teorica privilegiata da alcune correnti filosofiche, piuttosto che come una filosofia sistematica essa stessa.
Anche il filosofo John MacQuarrie ritiene che l'esistenzialismo vada inteso più che altro come uno stile di vita. Egli adotta inoltre la distinzione, sottolineata da Heidegger, tra due diversi tipi di analisi che possono essere condotte al suo interno: «esistenziale» ed «esistentiva». L'analisi esistenziale intende studiare le strutture trascendentali dell'esistenza, i suoi aspetti a priori, mentre quella esistentiva si rivolge alla concretezza dell'esistenza, partendo dalla situazione individuale in cui si trova colui che è consapevole di esistere e si pone la domanda sul proprio essere. È stato rilevato come l'analisi esistenziale, incentrata sull'essenza, debba in ogni caso essere innestata primariamente sulla domanda esistentiva circa il senso concreto e attuale dell'esistenza.

### Concetti generali

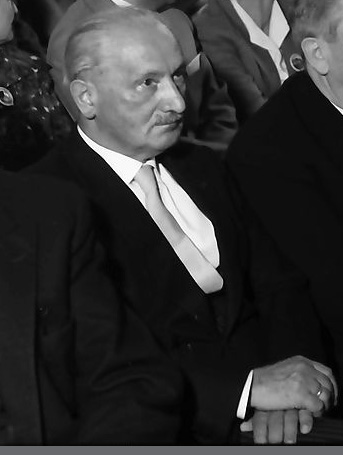
Martin Heidegger

Per la sua natura complessa, più che di una corrente filosofica unitaria, si può parlare di un insieme di posizioni filosofiche singole, anche molto differenziate, variamente coinvolte nell'atmosfera di crisi e malessere individuali delle epoche e dei contesti in cui si manifesta. L'esistenzialismo quindi risponde solo in parte a una coscienza panica, universalistica o solidaristica, prevalendo in esso piuttosto la riflessione sull'individualità, la solitudine (ma anche l'unicità e infinità interiori) dell'io di fronte al mondo, l'inutilità, la precarietà, la finitudine, il fallimento, l'assurdo dell'esistere.
Malgrado ciò, anche elementi di crisi implicati di origine economica, culturale e di costume, sociale e politica presenti tra le due guerre mondiali in molte nazioni europee, a cominciare dalla Francia e dalla Germania, diventano motivi di angoscia esistenziale e concorrono a determinare l'atteggiamento degli esistenzialisti in generale, reali o sedicenti.
Si consideri anche che non tutti gli autori solitamente classificati come esistenzialisti accettarono tale classificazione, ritenendola riduttiva o deformante rispetto all'originalità della loro riflessione. Tra questi è noto il caso di Heidegger, soprattutto dopo la kehre (o «svolta») del 1935-1936, il quale nella Lettera sull'umanismo (1947) accusò Sartre e i filosofi francesi di soffermarsi su tematiche meramente esistentive, anziché rivolgersi ad una visuale davvero esistenziale, che si occupi cioè del rapporto dell'ente con l'Essere.
L'esistenzialismo rifletteva sulla problematicità del senso dell'essere, in relazione al nichilismo anche; sui limiti e le possibilità della libertà individuale; incentrando queste riflessioni intorno alle domande: "che cos'è l'essere?" e "che cosa vuol dire esistere?", che dominano il pensiero dei filosofi e letterati a vario titolo inquadrabili nella corrente. Ciò, ovviamente, riguarda anche i filosofi Martin Heidegger, Jean-Paul Sartre, Karl Jaspers e Maurice Merleau-Ponty, ma non Edmund Husserl, pur essendo egli colui che ha posto, con la epoché fenomenologica e la intuizione eidetica, le basi concettuali su cui l'esistenzialismo novecentesco sarebbe nato.
Le domande sull'essere e sull'esistere, pur essendo distanti dalla realtà della quotidianità, riguardano la persona nella sua totalità, nel suo sentirsi un "ego" rispetto al mondo.
L'individuo, percependosi come ente particolare, ovvero unico fra tutti gli enti, si interroga sul senso della parola essere. È da questo problema, che assilla, impegna e talvolta tormenta la coscienza dei pensatori esistenzialisti, che occorre partire per capire l'esistenzialismo.
Altri temi di riflessione tipici dell'esistenzialismo sono la condizione umana, la paura della morte,  l'oblio dell'essere, il progresso umano nella storia, collegandosi al filone irrazionalista precedente con Schopenhauer, Nietzsche, Bergson ecc, allo storicismo e all'idealismo...
Taluni hanno parlato di "filosofia della crisi" quindi, quando l'ordinamento collettivo che sorregge l'individuo perde in affidabilità.
Va notato che Heidegger prese le distanze dall'esistenzialismo, anche se alcuni inclusero (in particolare Abbagnano) la sua opera principale (Essere e tempo) in tale filone, sulla base del fatto che essa si interrompe bruscamente proprio dove termina la cosiddetta analisi esistenziale, preparatoria. La seconda parte, che doveva essere scritta nella forma sistematica della prima, non ebbe mai la luce in quanto tale. Heidegger trattò in modo meno sistematico e molto frammentario il seguito di Essere e tempo, costituito da scritti vari, che mettono in luce il tentativo di individuare un linguaggio diverso, meno compromesso con la metafisica, per affrontare in modo più diretto il tentativo di pensare il senso dell'essere e la sua verità (di qui l'avvicinarsi di Heidegger al pensiero dei mistici, ma anche alla scrittura poetica e all'arte). È noto come per lui fosse proprio questa seconda parte del suo percorso, quella in cui si espresse il suo più autentico pensiero. L'indagine speculativa di Heidegger si realizza in definitiva come una ricerca ontologica sull'"essere" rispetto alla quale l'analisi dell'esistenza, relativa all'esserci (l'individualità umana), ha solo carattere introduttivo.

#### Dall'essere all'esistere

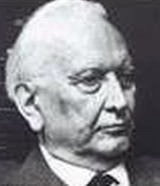
Karl Jaspers

L'esistenzialismo si ricollega alla questione ontologica fondamentale, ovvero «che cos'è l'essere?», questione affrontata più che altro da Martin Heidegger (ma non solo). Essa può essere posta in altri modi: cos'è che determina la nostra esistenza? Come si chiese Heidegger, riprendendo una questione posta da Leibniz: "Perché l'ente e non piuttosto il niente?" ("Warum ist überhaupt Seiendes und nicht vielmehr Nichts?" in Was ist Metaphysik?, 1929). L'essere è il fondamento da cui deriva tutto ciò che è, ovvero l'ente e dunque anche l'uomo, in quanto unico ente che esiste. Heidegger, che per primo si pose compiutamente la domanda, intuì che in tutta la storia della metafisica l'essere era stato sempre più completamente identificato con l'ente, subendo l'irreparabile cancellazione della cosiddetta differenza ontologica: in altre parole, l'essere non è Dio o le Idee platoniche, concetti ontologici, manifestazioni fisiche più che metafisiche. L'essere è trascendente e conserva una differenza irriducibile con qualsiasi ente, compreso l'Ente supremo se identificato in Dio o in un valore astratto.
Heidegger accusa Sartre di soffermarsi su tematiche meramente "esistentive", anziché rivolgersi ad una visuale davvero esistenziale, che si occupi cioè del rapporto dell'ente (cioè l'Essenza) con l'Essere. Con la sua opera Essere e tempo il pensatore tedesco, spesso accusato di essersi compromesso col nazismo, afferma invece di avere tracciato i veri punti di riferimento del movimento. Per Heidegger l'Essere e l'Essenza sono due cose diverse, ed entrambe precedono gerarchicamente l'Esistenza. Per Sartre invece è solo l'esistenza che conta, l'essenza è decisa dall'uomo e l'essere si identifica col nulla se non c'è un sé che si percepisce come tale. In questo modo egli risponde alla domanda leibniziana affermando che non esiste una risposta, poiché l'esistenza è frutto del caso fortuito, della probabilità o è l'unica realtà possibile. Il nulla è definito come l'«essere-per-sé», coincidente con la nostra coscienza che agisce liberamente e mette in atto realtà che nella loro entità sono nulla. Gli enti del mondo invece sono «essere-in-sé» in quanto nella loro essenza priva di determinazioni ben identificano l'essere. L'essere, afferma Sartre, precede il nulla ma come quest'ultimo discenda dal primo non rimane chiarito. Sulla scia "esistentiva" di Sartre anche la moderna filosofia della scienza si è spesso cimentata.
Il filosofo Gabriel Marcel pose l'accento sul fatto che l'esistenza non è un problema, bensì un mistero. Un problema è infatti un qualcosa che si pone davanti a noi come un ostacolo (in tedesco gegen-stand, latino ob-jectum, nel senso di "stare contro", "obiettare") e di cui noi possiamo perlomeno delimitarne la portata e quindi comprenderlo in via di massima. L'esistenza non si pone di fronte a noi, è anche in noi stessi, ci penetra, e dunque noi siamo sia soggetti che oggetti della domanda "che cos'è l'essere?". Heidegger spiegava questo concetto in questo modo: di ogni cosa noi possiamo dire cos'è categorizzandola, possiamo farla rientrare tassonomicamente in un insieme (ad esempio il cane è parte dell'insieme 'animali'). Invece il concetto di essere non può venire categorizzato, perché esso stesso è l'insieme più ampio di tutti, di cui tutti gli altri insiemi fanno parte. Il fatto quindi che l'essere è sia in noi che fuori di noi non ci permette di dare mai una risposta definitiva al problema (o, meglio, al mistero).
Questa questione è meglio marcata nelle riflessioni di Sartre, il quale alla domanda dà tre risposte:
- la prima, la più evidente, è che l'essere sia costituito dall'insieme di tutti gli esseri - cose e persone - presenti nel contesto spazio-temporale in cui viviamo;
- la seconda è che l'essere sia quello che Sartre chiama il per-sé, cioè la nostra coscienza, il nostro io che si pone come altro rispetto al resto del mondo, è soggetto e non oggetto;
- infine può essere in-sé, ossia l'essere nelle cose e nei fenomeni che ci appaiono, negli oggetti che ci circondano, a cui però diamo un senso noi, e quindi in qualche modo derivano da noi.
Nessuna di queste tre è una risposta completa: l'essere, per Sartre, è come se si manifestasse in parte in ogni cosa ma si cela sempre nella sua compiutezza.

Heidegger e Jaspers indicarono tuttavia una parziale risposta al quesito. Il fatto che noi ci poniamo la domanda "che cos'è l'essere?", il fatto che andiamo in cerca di una risposta e riflettiamo per raggiungerla, comporta necessariamente l'essere già in possesso di una risposta. Si può dire, quindi, che si è, si esiste nel momento in cui ci si pone la domanda "perché esisto?", "che cosa significa esistere?". In questo modo, infatti, noi esistiamo perché il significato etimologico di esistere è ex-sistere, cioè in latino "essere fuori da": in qualche modo cerchiamo di uscire fuori da noi stessi e guardare l'essere come qualcosa di altro, che non ci appartiene, lo analizziamo "fuori da noi" e questo è già un primo passo. Concetto comunque che si avvicina molto al "Cogito ergo sum" ("Penso dunque sono") concepito da Cartesio, nonostante fosse un razionalista e non un esistenzialista.

#### Esistenzialismo e nichilismo
Sebbene l'esistenzialismo e il nichilismo siano due distinte correnti filosofiche è possibile trovarle intrecciate tra loro in alcuni pensatori. Friedrich Nietzsche per esempio fu un importante filosofo in entrambi i campi. Anche l'insistenza da parte dell'esistenzialismo sull'intrinseco non senso del mondo potrebbe esserne una prova. Sovente i filosofi esistenzialisti sottolineano l'importanza dell'Angoscia a significare l'assoluta mancanza di alcun motivo oggettivo per l'azione, una mossa che è spesso ridotta a un nichilismo morale o esistenziale. Un tema pervasivo all'interno delle opere dei filosofi esistenzialisti è tuttavia il persistere di fronte agli incontri con l'assurdo, come si può vedere nel saggio di Camus, Il mito di Sisifo ("Bisogna immaginare Sisifo felice”), ed è solo molto raramente che i filosofi esistenzialisti respingono la morale o il proprio senso della vita: Kierkegaard ritrovò una sorta di morale nel sentimento religioso (anche se non sarebbe stato d'accordo nel definirlo etico; il religioso sospende l'etica), e le ultime parole di Sartre in L'essere e il nulla sono “Tutti questi problemi che rinviano alla riflessione pura e non complice, non possono trovare la loro risposta che sul terreno morale. Vi dedicheremo un'altra opera.”

## Influenze culturali
A partire dagli anni trenta fino alla metà degli anni settanta questo vero e proprio stile di vita influenzò le scelte di numerosissimi gruppi culturali, gruppi musicali e singoli individui, che ne diedero una personale interpretazione non solo attraverso le loro scelte artistiche, ma anche attraverso la propria biografia. Il climax del movimento si ha però negli anni cinquanta, a Parigi (quartiere di Saint-Germain-des-Prés sulla rive gauche) in particolare, grazie soprattutto a Jean-Paul Sartre, che divenne una specie di profeta di questo tipo di esistenzialismo.
L'atteggiamento esistenzialistico ha indubitabili meriti culturali, ma è anche divenuto nel sentire comune, da fenomeno culturale, una sorta di estetismo decadente e nichilista, in cui l'abbigliamento nero, la malinconia di fondo, la ribellione alle convenzioni sociali, alle istituzioni, la professione di individualismo e immoralismo (in stile nietzscheano), e un comportamento estremo, spesso autodistruttivo, costituiscono la costellazione interiore ed esteriore di molti gruppi e individui per più generazioni; tutto questo è però tipico di un certo esistenzialismo culturale e popolare, nichilista e neodecadente, e poco consono alla vera morale esistenzialistica di Sartre; spesso tali "esistenzialisti per moda" non avevano mai letto né Sartre, né Nietzsche e meno che mai Heidegger, ma si limitavano a imitare superficialmente quello che secondo i giornali e l'immaginario collettivo era lo stile di vita sartriano, con la sigaretta e la pipa, l'alcol, le droghe e l'atteggiamento anticonformista e bohémien, o addirittura copiando persino il modo di vestire del filosofo o di altri pensatori coevi, come Albert Camus e Simone de Beauvoir.  Importante è anche l'influenza che l'esistenzialismo ebbe sul cinema e sulla pittura, ma si possono trovare elementi esistenzialisti anche nella musica punk, nella New wave e nel Goth.

### Letteratura

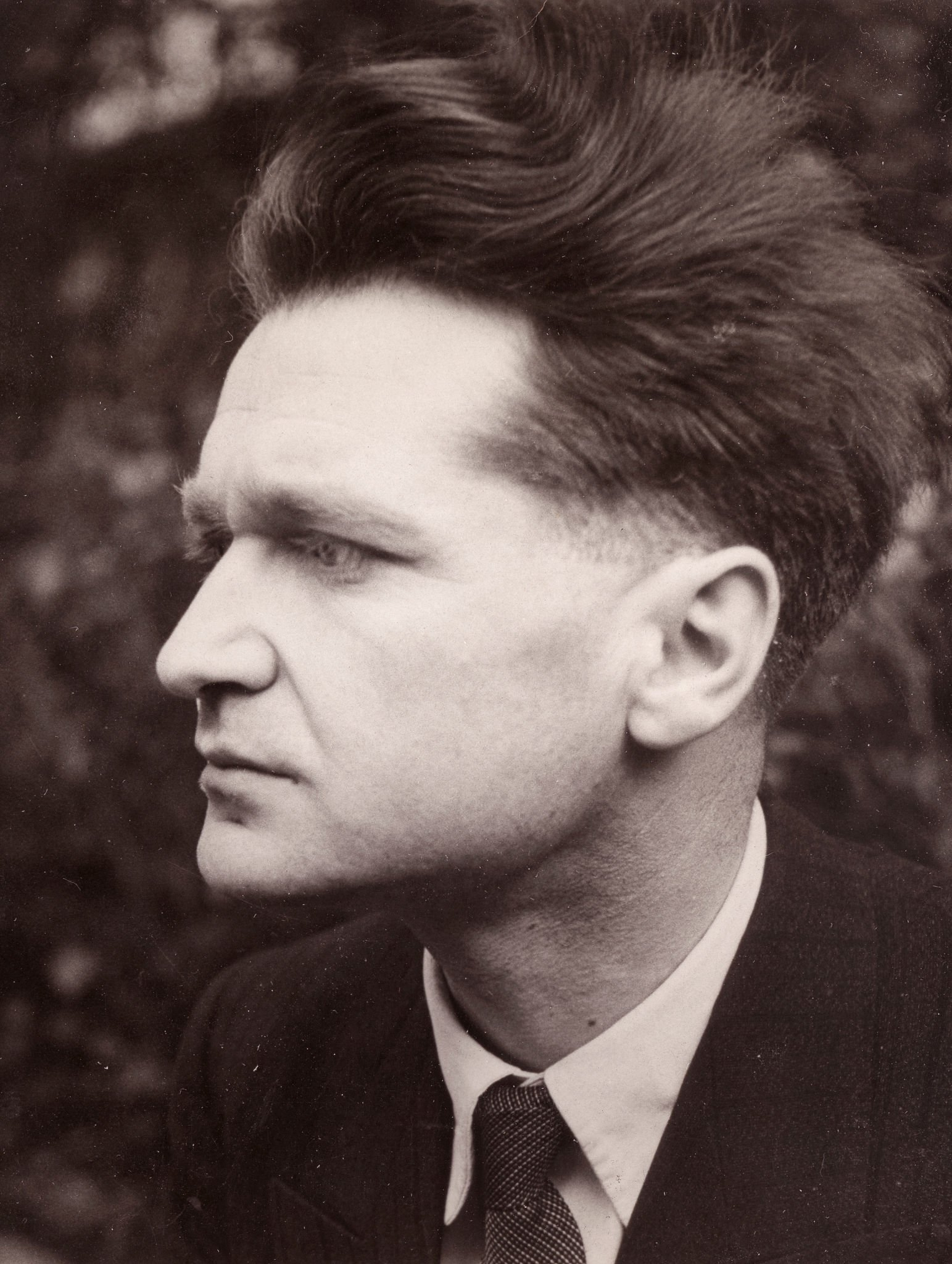
Emil Cioran

In letteratura autori esistenzialisti furono Franz Kafka (avvicinato anche al surrealismo), i precursori Fëdor Michajlovič Dostoevskij e Giacomo Leopardi, Emil Cioran ed Albert Camus. I primi tre sono da vedere principalmente come ispiratori o precursori (accanto a Schopenhauer e Kierkegaard), mentre Camus e Cioran appartengono al periodo storico in cui si sviluppa l'esistenzialismo. A Camus, insieme al già citato Sartre si attribuisce la variante dell'esistenzialismo ateo. Cioran fu invece una figura solitaria ed isolata, un agnostico nichilista per cui la letteratura filosofica è uno sfogo in prosa, una forma di terapia per lenire il proprio male di vivere, ma privo di impegno sociale a differenza della forte politicizzazione che troviamo in Sartre, politicizzazione che Cioran rifiuta dopo l'infatuazione giovanile per il fascismo, dichiarandosi astrattamente "liberale" ma senza alcuna velleità politica pratica.
In Italia l'esistenzialismo letterario è portato avanti principalmente da due autori: Alberto Moravia e Dino Buzzati. Il primo si inserisce nel solco della narrativa realistico-psicologica che ha come capostipite Dostoevskij e ha prodotto un grande numero di romanzi e racconti incentrati su uomini in balia dell'alienazione e dell'indifferenza (Gli indifferenti, Il conformista, La noia, La vita interiore ecc.). Il secondo riprende invece il surrealismo kafkiano, utilizzando la metafora e l'allegoria per rappresentare i drammi esistenziali dell'uomo moderno, l'assenza di significato nella vita, l'attesa vana, la morte. Il suo capolavoro è considerato Il deserto dei Tartari (1940), ma degni di nota sono anche i Sessanta racconti (1958), il romanzo Un amore (1963) e il dramma Un caso clinico (tradotto per il pubblico parigino proprio da Albert Camus). Alcuni ritengono che anche Carlo Cassola (Un cuore arido), Primo Levi (Se questo è un uomo, La tregua, I sommersi e i salvati) e Carmelo Bene (Opere) possano essere considerati degli autori esistenzialisti.

### Musica: canzone d'autore e Beatlesmania
In maniera più profonda e maggiormente fedele all'originale filosofia, l'influenza dell'esistenzialismo francese fu evidente in gran parte della canzone d'autore europea degli anni sessanta, in particolare in Juliette Gréco, considerata la «musa dell'esistenzialismo» parigino in ambito musicale o in Luigi Tenco, ma anche nei testi, nella musica e nello straordinario impatto planetario che ebbero i Beatles. I quattro celebri ragazzi di Liverpool, che in realtà in origine erano cinque, nella loro formazione embrionale ed ancora sconosciuti studenti di arte con ambizioni musicali vissero un importante periodo di formazione ad Amburgo.
Per un paio di anni, tra il 1960 e il 1962, si guadagnarono da vivere suonando per i marinai americani, oltre che per i giovani ribelli del posto, nei locali del porto della città tedesca pronti a mettere sotto contratto giovani musicisti inglesi di belle speranze e di poche pretese.  Erano gli anni del rock'nroll e dell'emergente moda "beat", di provenienza appunto anglosassone. Ad Amburgo, gli allora cinque Beatles allacciarono contatti e strinsero amicizie fondamentali per la loro formazione umana e professionale. Tra queste Astrid Kirchherr e Klaus Voormann, una coppia di giovani artisti che introdussero John Lennon, Stuart Sutcliff e compagni, anch'essi appassionati e studenti di arti figurative, alla letteratura e all'esistenzialismo francese influenzando pesantemente anche il cambiamento della loro immagine, divenuta poi iconica.
in un'intervista rilasciata nel 1995 alla BBC-radio la fotografa Astrid Kircheerr ricorda così quel periodo determinante:  «La nostra filosofia, dato che eravamo dei teenager, fu di vestirci di nero e incamminarci osservando il mondo intorno a noi con malumore e malinconia. Naturalmente avemmo un riferimento ben preciso, che fu Sartre. Ci ispirammo agli artisti e agli scrittori francesi, perché erano vicini a noi, mentre l'Inghilterra era lontana e gli Stati Uniti erano fuori dalla questione. Così provammo a pensare e a vivere come gli esistenzialisti francesi. Noi perseguivamo la libertà, volevamo essere diversi e provammo ad essere distaccati, scettici".
Lo stesso Paul McCartney, a proposito dell'importante trasformazione di stile e comunicazione visiva del gruppo avvenuta in quegli anni ricordò successivamente: «Gli esistenzialisti avevano un aspetto fantastico con quelle giacche di Pierre Cardin scure e senza colletto che diventeranno il simbolo dello stile Beatles. Prendemmo un sacco di cose da loro, perfino il taglio dei capelli."

### Teatro
Il Teatro dell'assurdo viene solitamente considerato un'articolazione artistica dei concetti filosofici dell'esistenzialismo. In questo filone, oltre all'universalmente riconosciuto maestro del genere, Eugène Ionesco, è da ricordare quantomeno Aspettando Godot di Samuel Beckett. Anche Jean Genet, Camus (Caligola) e Sartre (A porte chiuse, Morti senza tomba, Le mani sporche) si cimentarono nel teatro, ma in forma più convenzionale.

### Cinema
- Il processo (1962)
- La peste (1992)
- Lo straniero (1967)
- Tutte le mattine del mondo (1991)

## Personaggi associati al movimento esistenzialista

### Filosofi
- Giacomo Leopardi
- Nicola Abbagnano
- Hannah Arendt
- Karl Barth
- Nikolaj Aleksandrovič Berdjaev
- Henri Bergson
- Ralph Waldo Emerson
- Martin Heidegger
- Karl Jaspers
- Søren Kierkegaard
- Emmanuel Lévinas
- Gabriel Marcel
- Friedrich Nietzsche
- Enzo Paci
- Luigi Pareyson
- Blaise Pascal
- Maurice Merleau-Ponty
- Jean-Paul Sartre
- Lev Šestov
- Arthur Schopenhauer
- Emil Cioran
- Max Stirner
- Henry David Thoreau
- Peter Wessel Zapffe.

### Scrittori e autori teatrali
- Fëdor Michajlovič Dostoevskij
- Albert Camus
- Jean Cocteau
- Simone de Beauvoir
- Dino Buzzati
- Carlo Cassola
- Ralph Waldo Emerson
- Franz Kafka
- Alberto Moravia
- Henrik Ibsen
- Samuel Beckett
- Jean Genet
- Cesare Pavese
- Eugène Ionesco
- Hermann Hesse
- Primo Levi[24]
- Herman Melville
- José Saramago
- Jack Kerouac
- Luigi Pirandello[25]

- Eduardo De Filippo
- Leonid Nikolaevič Andreev
- Fernando Pessoa[26]

### Psicologi
- Irvin Yalom
- Ludwig Binswanger
- Medard Boss
- Viktor Frankl
- Rollo May
- Erich Fromm

### Cantanti
- Juliette Gréco
- Charles Aznavour
- Luigi Tenco
- Claudio Lolli
- Mezzosangue
- Rino Gaetano[27]
- Fabrizio De André[28]
- Franco Battiato[29]
- Lucio Dalla
- Francesco Guccini
- Andrea Appino
- Marlene Kuntz
- Giorgio Canali